# Ricardo Storch
Ricardo Ignacio Storch Zenter (* 27. Juli 1935 in Santiago; † 13. Juli 2003 ebenda) war ein chilenischer Fußballspieler. Der Torwart spielte für verschiedene Vereine in Chile.

## Karriere
Ricardo Storch debütierte 1957 bei Zweitligist Deportes Iberia und wechselte 1958 zum CD O’Higgins. Die längste Zeit seiner Karriere spielte der Torwart für San Luis de Quillota, wo er von 1961 bis 1966 und erneut 1969 auflief. 1967 trug er in sechs Ligaspielen das Trikot des Rekordmeisters CSD Colo-Colo. Seine letzten beiden Karrierejahre verbrachte Storch beim CD Santiago Morning.